# Scopula subpulchellata
Scopula subpulchellata är en fjärilsart som beskrevs av Louis Beethoven Prout 1920. Scopula subpulchellata ingår i släktet Scopula och familjen mätare. Inga underarter finns listade.